# Abante (etrusco)
Según Virgilio, Abante o Abas, fue un etrusco, originario de Populonia, que combatió del lado de Eneas cuando los rútulos atacaron a este. Abante era seguido por 600 guerreros de Eneas y otros 300 provenientes de la isla de Elba quienes proveyeron armas de hierro para acompañar los arcos y flechas del ejército de Massicus. Abante murió a manos de Lauso, hijo de Numitor.